# 圣保罗主教座堂
圣保罗主教座堂（葡萄牙語：Catedral Metropolitana，或Catedral da Sé de São Paulo）是巴西第一大城圣保罗的最大教堂，也是天主教圣保罗总教区的主教座堂，位於該市主教座堂广场及地鐵主教座堂站西南側：教堂建築长111米，宽46米，2座钟楼高达92米，使用了800多吨珍贵的大理石，可容纳8000人。
此处的第一座教堂始建于1589年，完成于1616年，当时圣保罗还是个小村庄。1715年成为主教座堂，于是拆除老堂，新建一座巴洛克教堂，完成于1764年（1911年拆除）。今天的教堂始建于1913年，由德国建筑师设计，1954年祝圣，其建筑风格为新哥特式（世界上第四大新哥特式主教座堂），但是具有一个文艺复兴式的圆顶（模仿佛罗伦萨的圣母百花大教堂）。但是钟楼尚未完成。直到2000 - 2002年，教堂进行彻底的维修，并完成了钟楼和许多小尖塔。
主教座堂内部装饰使用巴西出产的动植物图案：咖啡树枝条，菠萝和犰狳。

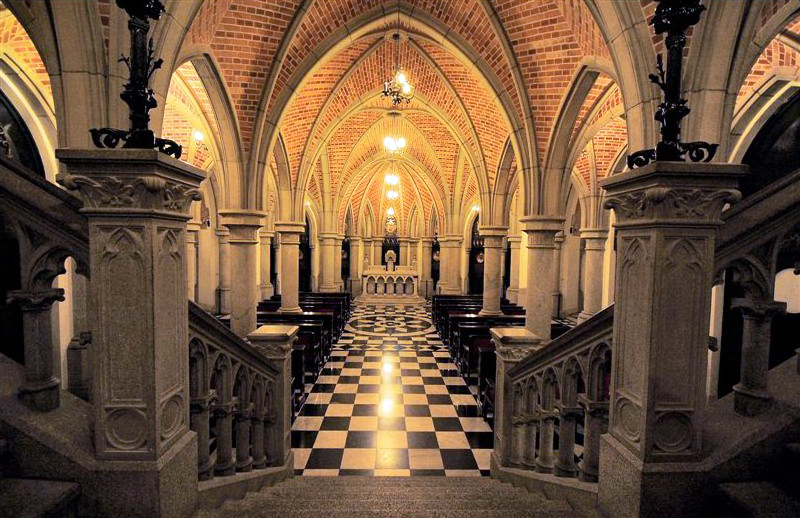
地下室
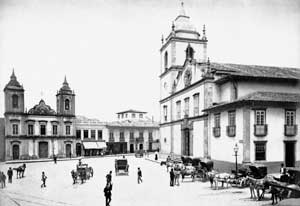
1880年照片